# Рашутино
Рашутино — деревня в Окуловском муниципальном районе Новгородской области, относится к Боровёнковскому сельскому поселению.
Деревня расположена на восточном берегу Рашутинского озера на Валдайской возвышенности, в 21 км к северо-западу от Окуловки (28 км по автомобильной дороге), до административного центра сельского поселения — посёлка Боровёнка 6 км (8 км по автомобильной дороге). Неподалёку, в 2 км к северо-западу, находится деревня Коржава.
2010

## История
Деревня впервые упоминается в 1495 году, в Черньчевицком погосте Деревской пятины при озере Рашутино и речке Рашутенке. В Новгородской губернии деревня была приписана к Заозёрской волости Крестецкого уезда, а с 30 марта 1918 года Маловишерского уезда.

## Транспорт
Ближайшая железнодорожная станция расположена на главном ходу Октябрьской железной дороги — в Боровёнке.